# Bicycle (hrací karty)

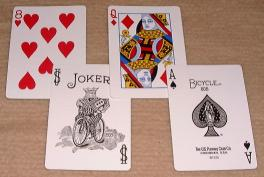
Ukázky standardních karet Bicycle

Bicycle Playing Cards jsou populární značkou hracích karet. Značka byla založena roku 1885 firmou United States Printing Company, která se v roce 1894 přejmenovala na United States Playing Card Company se sídlem v Cincinnati. Značka "Bicycle" se stala její ochrannou známkou. Jsou často využívány v kouzelnictví a při karetních manipulacích.

## Jednotlivé druhy karet
Karty Bicycle se vyrábějí v mnoha verzích a variantách. Původně sice sloužily pouze pro hraní pokeru, záhy si je však oblíbili kouzelníci po celém světě, což vedlo k masivnímu zvýšení výroby a produkci mnoha speciálních balíčků navrhovaných speciálně pro kouzelníky.

### Bicycle Poker 808
Světově nejrozšířenější typ karet Bicycle, Bicycle Poker 808, je standardní balíček karet s modrým nebo červeným rubem o dvaapadesáti kartách a dvou žolících na bicyklech. Na jednom z nich je také záruční text. V balíčku se také nacházejí 2 karty s pravidly hry Texas Hold'em. Na rubu karet jsou vyobrazeni dva andílci na jízdních kolech. Karty jsou oblíbené pro speciální vrstvu na svém povrchu, Air Cushion Finish, který umožňuje na rozdíl od papírových karet snadnější skluz karet.

### Bicycle Masters Edition
Tato edice karet je profesionální verzí standardních 808. Jsou k dostání v tlustší a barevnější krabičce a vypadají téměř stejně jako standardní 808, pouze barvy jsou sytější a bílá barva je jasnější. Samotné karty jsou potaženy odlišnou plastovou vrstvou, UV500 Air-Flow Finish, která umožňuje lepší "klouzavost" (například pro provádění vějířů) a manipulaci s kartami. V balíčku se taktéž nachází pikové eso z Ghost Decku s "Ghostovským" rubem a pikové eso z Gaffed Decku s reklamním textem na rubové straně.

### Bicycle 808 Ghost
Ghost je výrobkem firmy Ellusionist, která se zaměřuje na výrobu karet speciálně pro kouzelníky a karetní manipulátory. Karty, na jejichž výtvarném zpracování se pracovalo pět měsíců čistého času, jsou zpracovány velice temně - obrázky jsou shodné s klasickými 808, ale využity jsou pouze odstíny šedi s maximálním využitím kontrastu zářivě bílé a zcela černé barvy. Jedinou výjimky tvoří pointy na kartách pikové a srdcové barvy, které jsou krvavě rudé. Za pozornost stojí také dvojice žolíků, na nichž stojí v latině nápis "Svět si žádá klamání", což odkazuje na účel karet. Žolíci se liší pouze tím, že jeden stojí na kartě křížového esa, druhý ne.
Karty jsou potaženy vrstvou UV-500 Air-Flow Finish a jsou o něco tlustší než u klasického balíčku.
Do výroby se také v omezeném množství dostala edice Black Ghost, která se liší pouze inverzí barev. Tyto karty jsou velice vzácné a jsou sběratelsky vysoce ceněny.

### Bicycle Bridge 86
Vlastnosti těchto karet jsou shodné se standardním typem 808, pouze rozměry odpovídají tradičním "evropským" zvyklostem - karty jsou vyšší a užší. Mohou proto být vhodné pro manipulátory s menšíma rukama nebo pro hraní Bridže.

### Bicycle Election Deck
Tři unikátní balíčky karet tištěné ku příležitosti amerických voleb roku 2008. Balíčky mají odlišný design s nápisem Trusted since 1885 a představují tři strany volebního konfliktu:
- Republican (Republikán) - červeno-modrý balíček se slonem na jízdním kole na přední straně krabičky
- Democrat (Demokrat) - modro-červený balíček s oslem na jízdním kole na přední straně krabičky
- Independent (Nezávislý) - fialovo-modrý balíček s americkým orlem na přední straně krabičky.

Na obrázcích karet se objevují slavní američtí prezidenti, jako Lincoln nebo Washington.

## Zajímavosti
Během druhé světové války byly karty vyráběny tak, že po ponoření do vody mohly být karty rozloupnuty na dvě poloviny a tyto měly na vnitřní straně mapu. Pokud byly všechny tyto karty sestaveny vedle sebe, vznikla velká mapa.
Během vietnamské války byly americké jednotky zásobovány krabicemi pikových es tištěnými společností USPCC. Armáda se totiž chybně domnívala, že tato karta je pro příslušníky Vietkongu symbolem smrti a že by při jejím spatření mohli uprchnout. Ve skutečnosti symbol pikového esa pro jednotky Vietkongu neznamenal vůbec nic, nicméně mylná představa alespoň zlepšovala morálku amerických jednotek.